# NGC 2675
NGC 2675 (również PGC 24909 lub UGC 4629) – galaktyka eliptyczna (E), znajdująca się w gwiazdozbiorze Wielkiej Niedźwiedzicy. Odkrył ją Heinrich Louis d’Arrest 2 grudnia 1861 roku.